# Beaumont Hill
Der Beaumont Hill ist ein 350 m hoher Hügel auf der Westseite von Liège Island im Palmer-Archipel westlich der Antarktischen Halbinsel. Er ragt 7 km nordöstlich des Chauveau Point auf.
Kartiert wurde der Hügel 1959 anhand von Luftaufnahmen der Hunting Aerosurveys Ltd. aus den Jahren von 1956 bis 1957. Das UK Antarctic Place-Names Committee benannte ihn nach dem US-amerikanischen Chirurgen William Beaumont (1785–1853), der die Verdauung des Menschen erforschte.